# Irwin (nome)
Irwin  è un nome proprio di persona inglese maschile.

## Varianti
- Maschili: Irwine[3], Erwin[3], Irvin[4]

## Origine e diffusione
Nome attestato, nella forma Erwin, già prima della conquista normanna dell'Inghilterra; deriva dal nome inglese antico Eoforwine, composto da eofor ("cinghiale") e wine ("amico"), oppure riprende il cognome inglese Irwin, derivato comunque anch'esso dallo stesso nome. Ad Eoforwine potrebbe inoltre essere correlato il nome Ervino.
È stato frequentemente confuso con il nome Irving, che però ha origine differente.

## Onomastico
Il nome è adespota, cioè non è portato da alcun santo; l'onomastico si può festeggiare il 1º novembre, in occasione di Ognissanti.

## Persone

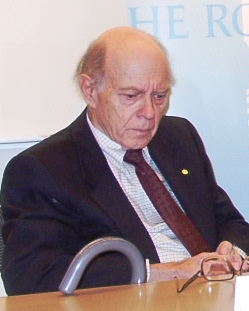
Irwin Rose

- Irwin Allen, regista, produttore cinematografico e sceneggiatore statunitense
- Irwin Dambrot, cestista statunitense
- Irwin Horowitz, astronomo statunitense
- Irwin Kostal, compositore statunitense
- Irwin Rose, biologo statunitense
- Irwin Shaw, drammaturgo, sceneggiatore e scrittore statunitense
- Irwin Unger, storico e accademico statunitense
- Irwin Winkler, produttore cinematografico e regista statunitense.
- Irwin Yablans, produttore cinematografico statunitense